# ムルマンスク空港
ムルマンスク国際空港（露: Аэропорт Мурмаши、英: Murmansk Airport）は、ロシア連邦ムルマンスク市近郊にある国際空港。ムルマンスク市街地より南に24㎞の位置にある。
2017年現在、ロシア連邦で33番目に忙しい空港である。

## 歴史
1945年 - 1989年の冷戦下では、ソ連空軍の主要空港としてソビエト連邦の北極圏最大の軍事基地であった。
2015年、ノヴァポートがガスプロムから空港を買収。理由としては自社のLCC航空ポベダの路線を開拓するため買収。

## 就航航空会社と就航都市

### 国内線
| 航空会社                   | 就航地 |
| -------------------------- | --- |
| アエロフロート・ロシア航空 | モスクワ/シェレメーチエヴォ                                                                                  |
| ポベーダ                   | モスクワ/ヴヌーコヴォ                                                                                        |
| レッドウィングス航空       | モスクワ/ドモジェドヴォ                                                                                      |
| ロシア航空                 | サンクトペテルブルク                                                                                         |
| S7航空                     | モスクワ/ドモジェドヴォ                                                                                      |
| セヴェルスターリ           | アルハンゲリスク、チェレポヴェーツ                                                                           |
| ノルダヴィア               | モスクワ/ドモジェドヴォ、サンクトペテルブルク 季節運航便：アナパ、カリーニングラード、ソチ、シンフェローポリ |
| UTエアー                   | モスクワ/ヴヌーコヴォ                                                                                        |

### 国際線
| 航空会社           | 就航地                   |
| ------------------ | ------------------------ |
| アズール・エア     | アンタルヤ（季節運航便） |
| ノードウィンド航空 | アンタルヤ（季節運航便） |
| フィンエア         | ヘルシンキ（季節運航便） |

## 事故

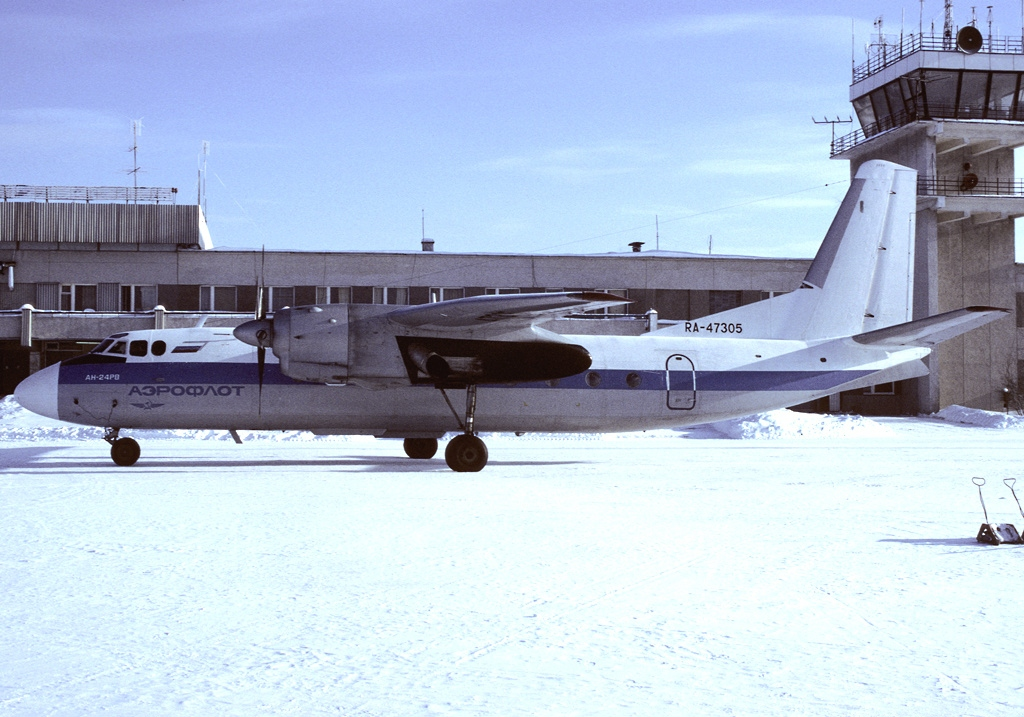
旧ターミナルとアエロフロート・ロシア航空のアントノフAN-20

1965年11月11日、アエロフロート・ロシア航空99便（ツポレフ　TU-124）がムルマンスク空港へ降下中に墜落。
乗客乗員64人中32人が死亡。

## 空港アクセス

### 公共交通機関
ムルマンスク市内へトロリーバスとマルシュルートカが通じている。

### 自動車アクセス
空港へ、ヴェルフナヤ・アエロポルトフスカヤ・ウーリツァ（露: Верхняя аэропортовская ул）との名前の道がコラ幹線道路(M18)から通じている。